# Concurs de triples de l'NBA
El concurs de triples és una activitat de l'All-Star Weekend de l'NBA (cap de setmana de les estrelles) que se celebra el dissabte anterior a l'All-Star Game (partit de les estrelles). Els concursants tracten de puntuar encistellant tant com puguin en un minut. Hi ha cinc carros de pilotes desplegats al llarg de l'arc de tres punts: un al principi, un altre al final, un altre en la meitat i altres dues a 45° de la meitat.

## Regles
En aquest concurs els participants tracten d'anotar el màxim nombre de llançaments de tres punts des de 5 posicions diferents en un minuts. Els llançadors comencen tirant des d'una de les cantonades del camp i es mouen cap a l'estació de tir més pròxima fins que completen el recorregut fins l'altra cantonada.
A cada estació de tir hi ha cinc pilotes, les quatre primeres són de color taronges i tenen un valor d'1 punt mentre que la última té els colors vermell, blanc i blau i rep el sobrenom de "money ball" i val 2 punts. La meta d'aquest concurs és anotar el màxim de punts possibles, sent 30 la puntuació màxima.
Des de l'any 2014 apareix una estació de tir que només conté pilotes "money ball" i pot ser col·locat en qualsevol de les cinc posicions pel tirador d'aquella ronda, fet que fa que la puntuació màxima passi a ser de 34 punts.
En el concurs de l'any 2020 2020, dues pilotes de color verd fluorescent de la marca de begudes ensucrades Mountain Dew varen entrar en concurs, aquests pilotes es varen col·locar entre les estacions de tir segona i tercera i entre la tercera i quarta i a una distància més allunyada de la línia de tres punts que les estacions de tir. Això va fer que la màxima puntuació possible passés a ser de 40 punts i el límit de temps per ronda s'elevés fins als 70 segons.
Durant la ronda classificatòria, cada jugador ha d'anotar el màxim de punts possibles i els tres jugadors amb anotacions més altes avancen a la final. A la final la normativa no canvia però l'ordre dels tiradors ve determinat per l'anotació aconseguida en la ronda anterior de manera ascendent.
A la ronda final la direcció del circuit es veu alterada i depenent si el tirador es dretà o esquerrà es fa en un sentit o altre. En el cas d'un tirador esquerrà el sentit és de la cantonada esquerra a la dreta (sent el punt de vista situat al mig del camp i en direcció a la cistella on s'anota) i viceversa
A cada ronda, els tirs i l'anotació ve confirmada i revisada per l'arbitre i la televisió, fent ús del sistema instant replay.

## Fites

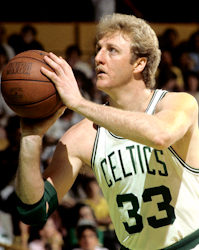
Larry Bird ha guanyat tres cops seguits el concurs.

- Larry Bird, el campió del primer concurs realitzat, i Craig Hodges han guanyat el concurs tres cops de manera consecutiva cadascú, mentre que Mark Price, Jeff Hornacek, Peja Stojaković i Jason Kapono l'han guanyat dues vegades de manera consecutiva.
- Jason Kapono és l'últim tirador en guanyar el concurs dues vegades consecutives.
- Craig Hodges manté el rècord de més tirs anotats en una ronda i de més tirs anotats de manera consecutiva, ho aconseguí en el concurs de 1991.
- Stephen Curry té el rècord de puntuació màxima total amb 31 punts, encara que ho va aconseguir quan la puntuació màxima que es podia aconseguir era de 40 punts. Ho va aconseguir durant la primera ronda del concurs de 2021.
- Detlef Schrempf i Michael Jordan comparteixen el rècord de menys punts anotats en qualsevol ronda amb 5 punts totals, ho varen fer en les edicions de 1988 i 1990 respectivament.
- Kyrie Irving va ser el tirador més jove en guanyar el concurs, ho va fer a l'edat de 20 anys.
- Rimas Kurtinaitis és l'únic tirador que ha participat en el concurs jugant en un equip fora de la NBA.
- Dirk Nowitzki és l'únic tirador en guanyar el concurs mesurant més de 2.10 metres.

## Campions

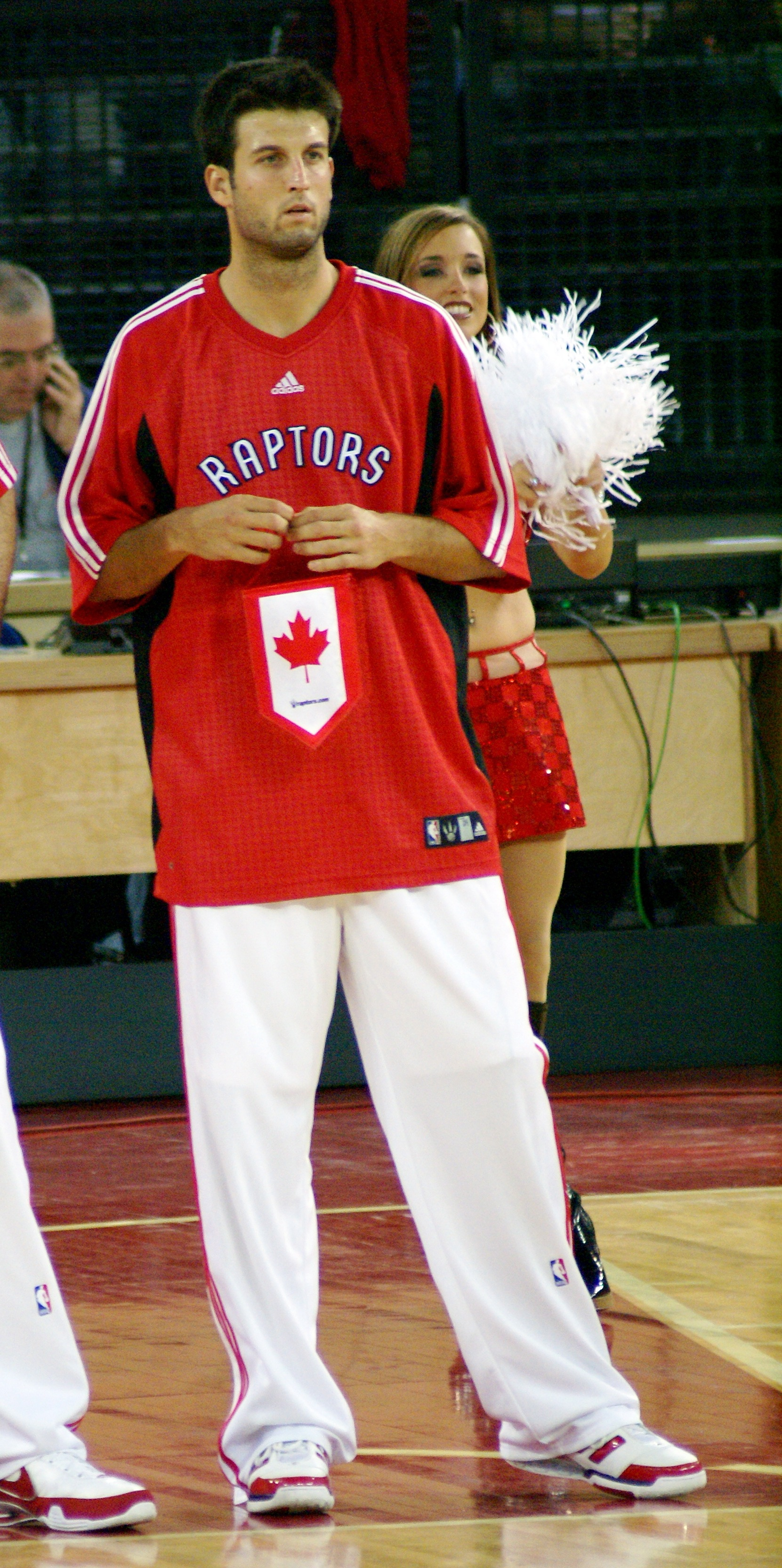
Jason Kapono ha guanyat dues vegades el concurs.

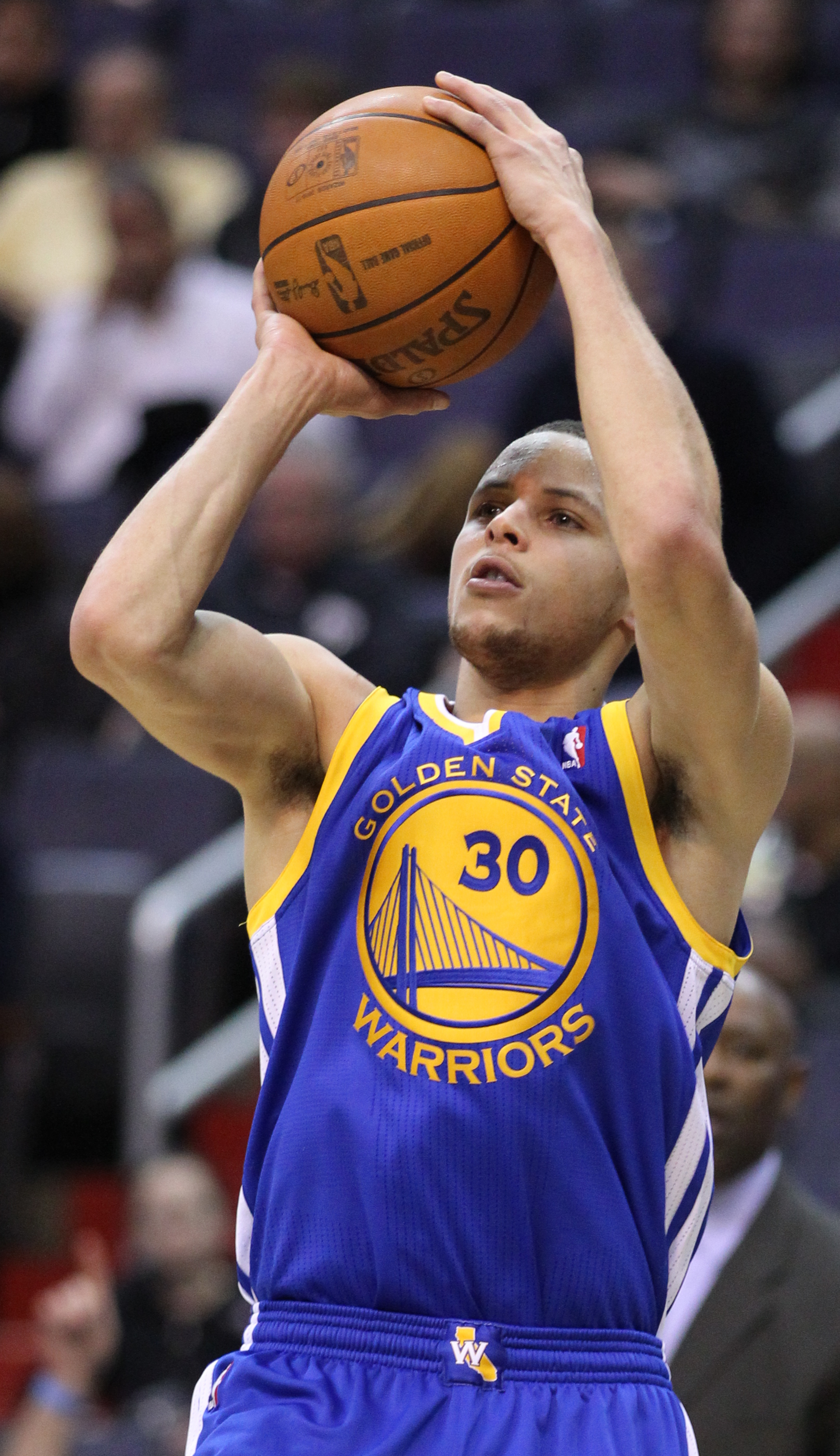
Stephen Curry és el jugador més recent en guanyar el concurs dues vegades.

| Posició | Jugador         | Vegades |
| ------- | --------------- | ------- |
| 1       | Craig Hodges    | 3       |
| 1       | Larry Bird      | 3       |
| 3       | Peja Stojaković | 2       |
| 3       | Jeff Hornacek   | 2       |
| 3       | Mark Price      | 2       |
| 3       | Jason Kapono    | 2       |
| 3       | Stephen Curry   | 2       |

| ^                | Indica jugadors que segueixen en actiu                                          |
| *                | Indica jugadors seleccionats pel Basketball Hall of Fame                        |
| Jugador (#)      | Indica les vegades que un jugador ha guanyat el concurs                         |
| Equip (#)        | Indica el número de vegades que un jugador d'aquest equip ha guanyat el concurs |
| Localització (#) | Indica quants cops la localització ha sigut seu de l'All-Star Weekend de l'NBA  |

| Temporada | Localització                                                     | Guanyador                                                        | Equip                                                            | Puntuació final / Puntuació màxima                               |
| --------- | ---------------------------------------------------------------- | ---------------------------------------------------------------- | ---------------------------------------------------------------- | ---------------------------------------------------------------- |
| 1985-86   | Dallas, Texas                                                    | Larry Bird*                                                      | Boston Celtics                                                   | 23 / 30                                                          |
| 1986-87   | Seattle, Washington                                              | Larry Bird* (2)                                                  | Boston Celtics (2)                                               | 16 / 30                                                          |
| 1987-88   | Chicago, Illinois                                                | Larry Bird* (3)                                                  | Boston Celtics (3)                                               | 17 / 30                                                          |
| 1988-89   | Houston, Texas                                                   | Dale Ellis                                                       | Seattle SuperSonics                                              | 19 / 30                                                          |
| 1989-90   | Miami, Florida                                                   | Craig Hodges                                                     | Chicago Bulls                                                    | 19 / 30                                                          |
| 1990-91   | Charlotte, North Carolina                                        | Craig Hodges (2)                                                 | Chicago Bulls (2)                                                | 17 / 30                                                          |
| 1991-92   | Orlando, Florida                                                 | Craig Hodges (3)                                                 | Chicago Bulls (3)                                                | 16 / 30                                                          |
| 1992-93   | Salt Lake City, Utah                                             | Mark Price                                                       | Cleveland Cavaliers                                              | 18 / 30                                                          |
| 1993-94   | Minneapolis, Minnesota                                           | Mark Price (2)                                                   | Cleveland Cavaliers (2)                                          | 24 / 30                                                          |
| 1994-95   | Phoenix, Arizona                                                 | Glen Rice                                                        | Miami Heat                                                       | 17 / 30                                                          |
| 1995-96   | San Antonio, Texas                                               | Tim Legler                                                       | Washington Bullets                                               | 20 / 30                                                          |
| 1996-97   | Cleveland, Ohio                                                  | Steve Kerr                                                       | Chicago Bulls (4)                                                | 22 / 30                                                          |
| 1997-98   | New York City, New York                                          | Jeff Hornacek                                                    | Utah Jazz                                                        | 16 / 30                                                          |
| 1998-99   | Cancel·lat a causa del lockout de la NBA de la temporada 1998-99 | Cancel·lat a causa del lockout de la NBA de la temporada 1998-99 | Cancel·lat a causa del lockout de la NBA de la temporada 1998-99 | Cancel·lat a causa del lockout de la NBA de la temporada 1998-99 |
| 1999-00   | Oakland, California                                              | Jeff Hornacek (2)                                                | Utah Jazz (2)                                                    | 13 / 30                                                          |
| 2000-01   | Washington, D.C.                                                 | Ray Allen*                                                       | Milwaukee Bucks                                                  | 19 / 30                                                          |
| 2001-02   | Philadelphia, Pennsylvania                                       | Predrag Stojaković                                               | Sacramento Kings                                                 | 19 / 30                                                          |
| 2002-03   | Atlanta, Georgia                                                 | Predrag Stojaković (2)                                           | Sacramento Kings (2)                                             | 22 / 30                                                          |
| 2003-04   | Los Angeles, California                                          | Voshon Lenard                                                    | Denver Nuggets                                                   | 18 / 30                                                          |
| 2004-05   | Denver, Colorado                                                 | Quentin Richardson                                               | Phoenix Suns                                                     | 19 / 30                                                          |
| 2005-06   | Houston, Texas (2)                                               | Dirk Nowitzki                                                    | Dallas Mavericks                                                 | 18 / 30                                                          |
| 2006-07   | Las Vegas, Nevada                                                | Jason Kapono                                                     | Miami Heat (2)                                                   | 24 / 30                                                          |
| 2007-08   | New Orleans, Louisiana                                           | Jason Kapono (2)                                                 | Toronto Raptors                                                  | 25 / 30                                                          |
| 2008-09   | Phoenix, Arizona (2)                                             | Daequan Cook                                                     | Miami Heat (3)                                                   | 19 / 30                                                          |
| 2009-10   | Dallas, Texas (2)                                                | Paul Pierce                                                      | Boston Celtics (4)                                               | 20 / 30                                                          |
| 2010-11   | Los Angeles, California (2)                                      | James Jones                                                      | Miami Heat (4)                                                   | 20 / 30                                                          |
| 2011-12   | Orlando, Florida (2)                                             | Kevin Love^                                                      | Minnesota Timberwolves                                           | 17 / 30                                                          |
| 2012-13   | Houston, Texas (3)                                               | Kyrie Irving^                                                    | Cleveland Cavaliers (3)                                          | 23 / 30                                                          |
| 2013-14   | New Orleans, Louisiana (2)                                       | Marco Belinelli^                                                 | San Antonio Spurs                                                | 24 / 34                                                          |
| 2014-15   | Brooklyn, New York (2)                                           | Stephen Curry^                                                   | Golden State Warriors                                            | 27 / 34                                                          |
| 2015-16   | Toronto, Ontario                                                 | Klay Thompson^                                                   | Golden State Warriors (2)                                        | 27 / 34                                                          |
| 2016-17   | New Orleans, Louisiana (3)                                       | Eric Gordon^                                                     | Houston Rockets                                                  | 21 / 34                                                          |
| 2017-18   | Los Angeles, California (3)                                      | Devin Booker^                                                    | Phoenix Suns (2)                                                 | 28 / 34                                                          |
| 2018-19   | Charlotte, North Carolina (2)                                    | Joe Harris^                                                      | Brooklyn Nets                                                    | 26 / 34                                                          |
| 2019-20   | Chicago, Illinois (2)                                            | Buddy Hield^                                                     | Sacramento Kings (3)                                             | 27 / 40                                                          |
| 2020-21   | Atlanta, Georgia (2)                                             | Stephen Curry^ (2)                                               | Golden State Warriors (3)                                        | 28 / 40                                                          |

Franquícies campiones pel Concurs de Triples de l'NBA
| Posició | Franquicia             | Any més recent |
| ------- | ---------------------- | -------------- |
| 4       | Miami Heat             | 2011           |
| 4       | Boston Celtics         | 2010           |
| 4       | Chicago Bulls          | 1997           |
| 3       | Golden State Warriors  | 2021           |
| 3       | Sacramento Kings       | 2020           |
| 3       | Cleveland Cavaliers    | 2013           |
| 2       | Phoenix Suns           | 2018           |
| 2       | Utah Jazz              | 2000           |
| 1       | Brooklyn Nets          | 2019           |
| 1       | Houston Rockets        | 2017           |
| 1       | San Antonio Spurs      | 2014           |
| 1       | Minnesota Timberwolves | 2012           |
| 1       | Toronto Raptors        | 2008           |
| 1       | Dallas Mavericks       | 2006           |
| 1       | Denver Nuggets         | 2004           |
| 1       | Milwaukee Bucks        | 2001           |
| 1       | Washington Bullets     | 1996           |
| 1       | Seattle SuperSonics    | 1989           |